# Historia lotniska centralnego dla Polski
Historia lotniska centralnego dla Polski – temat, który pojawia się od 1971 r. i przewija się przez programy i plany wielu rządów w Polsce, od rządów Edwarda Gierka.  

## Przed 2005
Pierwszym dokumentem, który mówił o budowie centralnego portu lotniczego dla Polski był Opis projektu wyboru nowego lotniska dla Warszawy realizowanego w latach 1971-74, który powstał na podstawie analizy rozwoju ruchu lotniczego dla lotniska na Okęciu.
W 1978 r. Bogusław Jankowski przygotował szkic koncepcji nowego portu lotniczego, ujmując ją tytułem „Superekspresem do samolotu”. Potem pogłębił ją i uszczegółowił. W tym opracowaniu po raz pierwszy pojawiła się koncepcja połączenia lotniska z koleją oraz przybliżona lokalizacja w gminie Baranów na Mazowszu. Przez wiele lat próbował dotrzeć ze swoją koncepcją do władz publicznych, ale nieskutecznie. Postawił tezę o konieczności zintegrowania tej inwestycji z magistralą szybkich kolei oraz z planowaną (ówcześnie) siecią autostrad.
Decyzją Ministerstwa Infrastruktury, kierowanego przez Marka Pola (w rządzie Leszka Millera, 2001–2004), wszczęło kampanię poszukiwania miejsca na nowe lotnisko dla Warszawy. Kontynuowano ją za ministra Krzysztofa Opawskiego (rząd Marka Belki, 2004–2005), w ramach której wpłynęło siedem propozycji lokalizacji lotniska od podwarszawskich gmin i miejscowości: Modlin, Sochaczew, Mszczonów, Babsk, Nowe Miasto nad Pilicą, Radom i Wołomin. Powołano także międzyresortowy, interdyscyplinarny zespół ds. wyboru Lotniska Centralnego dla Polski. Na podstawie wynikowego raportu Ministerstwo Infrastruktury wskazało dwie potencjalne lokalizacje: Mszczonów i Modlin.

## 2005–2011 (Centralny Port Lotniczy)
12 maja 2005 r. Urząd Lotnictwa Cywilnego podpisał umowę z hiszpańskim konsorcjum Ineco-Sener na wykonanie studium wykonalności Centralnego Portu Lotniczego. Za najlepsze lokalizacje CPL uznano Mszczonów i Babsk oraz w drugiej kolejności Baranów. W ciągu kolejnych dwóch lat studium takie nie zostało jednak wykonane, co zostało zinterpretowane jako odłożenie projektu nowego, rozbudowanego lotniska na nieokreśloną przyszłość, a nawet zaniechanie tej inwestycji.
W 2006 r. opracowanie Bogusława Jankowskiego dotyczące Centralnego Portu Lotniczego zostało opublikowane.
Budowa nowego portu lotniczego obsługującego Warszawę została zaproponowana w rządowej Strategii Rozwoju Infrastruktury Transportowej na lata 2010–2013. Przewidywano bowiem, że w tym okresie port lotniczy Warszawa-Okęcie obsługiwać będzie około 10 mln pasażerów, co wyczerpie jego przepustowość (12,5 mln pasażerów po uruchomieniu Terminalu 2 – nowa część Terminalu A), a jednocześnie może spowodować utrudnienia w ruchu w tej części stolicy. Jednak już w lutym 2007 r. podsekretarz stanu ds. lotnictwa w Ministerstwie Transportu stwierdził, że wobec rozwoju lotnisk regionalnych brak jest przesłanek co do podejmowania decyzji o budowie nowego portu centralnego, wobec czego ewentualna realizacja tej inwestycji została przesunięta na lata 2025–2030. Jako najbardziej prawdopodobną lokalizację tego portu wskazywano obszar między Warszawą a Łodzią.
Na początku 2007 r. Eugeniusz Wróbel (ówczesny minister transportu w rządzie PiS) zlecił kolejne analizy, które miały odpowiedzieć na pytanie, czy lepiej zbudować nowe lotnisko pod Warszawą, czy rozbudowywać lotnisko na ówczesnym Okęciu. Brak decyzji ws. CPL spowodował, że niezależnie od prowadzonych analiz podjęto decyzję  o modernizacji i otwarciu portu lotniczego w Modlinie dla samolotów tanich linii i czarterów oraz modernizacji innych regionalnych lotnisk. Decyzja wynikała z coraz bardziej przeciążonego lotniska w stolicy. To właśnie lotnisko w Modlinie miało odciążyć port w Warszawie.
Prace przy modernizacji i dobudowie potrzebnej infrastruktury rozpoczęto 8 października 2010. Pierwsze rejsowe loty odbyły się 15 lipca 2012 r. Z kolei w 2022 r. oddano do użytku gruntownie zmodernizowaną infrastrukturę cywilną lotniska w Radomiu, które posiada obecnie najnowocześniejszy w Polsce terminal o przepustowości 3 mln pasażerów rocznie z możliwością rozbudowy do 9 mln. Przebudowana droga startowa tego lotniska wydłużona została do 2500 m i wraz z nową płytą postojową umożliwiają obsługę samolotów używanych przez linie czarterowe i niskokosztowe jak Boeing 737, Airbus A320 i A321neo.
W połowie 2010 r. na zlecenie Ministerstwa Infrastruktury konsorcjum firm doradczych: Oliver Wyman, PwC, MKmetric Gesellschaft für Systemplanung oraz DFS Deutsche Flugsicherung opracowało raport Koncepcja Lotniska Centralnego dla Polski – Prace analityczne, który stwierdzał, że dynamiczny wzrost przewozów pasażerskich w Polsce doprowadzi wkrótce do wyczerpania możliwości przewozowych Lotniska Chopina i powstanie Lotniska Centralnego jest niezbędne. Proponowano dwa warianty rozwiązań:
- rozbudowa portu lotniczego Warszawa Okęcie (od stycznia 2010 r. funkcjonującego pod nazwą Lotnisko Chopina),
- budowa Centralnego Portu Lotniczego.

We wnioskach konsorcjum wskazało, iż budowa CPL „przyniesie więcej korzyści dla rozwoju polskiego sektora transportu lotniczego, a ponadto realizacja/wdrożenie tego projektu jest bardziej atrakcyjna finansowo niż rozbudowa infrastruktury istniejącego portu lotniczego”. Planowano wówczas, że do 2020 r. powstanie zupełnie nowy port lotniczy a Okęcie będzie stopniowo likwidowane.
W 2010 ówczesny minister infrastruktury Cezary Grabarczyk mówił: „Opłaca się budować centralne lotnisko”, a w 2011 „Gdybym miał dziś rekomendować rządowi decyzję, to zaleciłbym rozpoczęcie poważnych prac przygotowawczych”.
W 2011 rząd Donalda Tuska opracowywał plan powstania megalotniska w okolicach przecięcia autostrad A1 i A2 z linią szybkiej kolei (o prędkości 350 km/h) – poprowadzonej po nowych torach w śladzie przypominającym literę „Y” (zob. linia kolei dużych prędkości Y), prowadząca z Wrocławia i Poznania przez Łódź do Warszawy.

## Od 2012 (Centralny Port Komunikacyjny)
W 2016 na potrzebę budowy Centralnego Portu Komunikacyjnego między Łodzią a Warszawą ponownie wskazał minister spraw zagranicznych Witold Waszczykowski. Pod koniec kwietnia 2017 rząd Beaty Szydło ustanowił Pełnomocnika Rządu ds. Centralnego Portu Komunikacyjnego dla RP. Pełnomocnik w formie decyzji powołał interdyscyplinarny Zespół Doradczy. 19 września 2017 pełnomocnik rządu Mikołaj Wild na konferencji prasowej wraz z premier Beatą Szydło ogłosił, że rekomendowaną lokalizacją Centralnego Portu Komunikacyjnego jest wieś Stanisławów, w gminie Baranów, w powiecie grodziskim.
3 października 2017 Mikołaj Wild złożył projekt uchwały przyjmującej koncepcję budowy CPK. 7 listopada 2017 koncepcja została przyjęta uchwałą Rady Ministrów. 7 listopada 2017 r. „Koncepcja przygotowania i realizacji inwestycji Port Solidarność – Centralny Port Komunikacyjny dla Rzeczypospolitej Polskiej” została przyjęta uchwałą Rady Ministrów.
10 maja 2018 Sejm przyjął specjalną ustawę o Centralnym Porcie Komunikacyjnym, dzięki której było można rozpocząć budowę lotniska. 1 czerwca 2018 została ona podpisana przez prezydenta RP Andrzeja Dudę a  21 czerwca 2018 weszła w życie.
19 września 2018 podana została publicznie do wiadomości, przez wiceministra infrastruktury pełnomocnika rządu ds. budowy CPK Mikołaja Wilda, informacja o ustanowieniu prezesa spółki celowej ds. budowy Centralnego Portu Komunikacyjnego. Został nim Jacek Bartosiak. 19 lutego 2019 zrezygnował z pełnienia funkcji prezesa. W grudniu 2019 prezesem został Mikołaj Wild.
2 października 2022 weszła w życie ustawa z dnia 22 lipca 2022 r. o usprawnieniu procesu inwestycyjnego Centralnego Portu Komunikacyjnego.
Pod koniec października 2022 podpisano umowę z firmą Dar Al-Handasah Consultants jako generalnym projektantem inżynierii lądowej (MCE – Master Civil Engineer) na wykonanie dla CPK wielobranżowej dokumentacji projektowej infrastruktury technicznej, w tym m.in. dróg startowych i kołowania, płyt postojowych, systemów lotniskowych oraz sieci i przyłączy wraz z obiektami inżynieryjnymi.
10 lipca 2023 została wydana decyzja środowiskowa dla portu lotniczego dla ustalonej lokalizacji a na początku września informowano o rozpoczęciu prac budowlanych.
22 września 2023 r. na mocy decyzji ówczesnego pełnomocnika rządu ds. CPK Marcina Horały wszystkie 100% akcji spółki Polskie Porty Lotnicze (PPL) należące do Skarbu Państwa zostały przejęte przez spółkę Centralny Port Komunikacyjny (CPK) Sp. z o.o. i tym samym PPL stały się częścią Grupy Kapitałowej CPK.
18 października 2023 r. przedstawiciele gmin, na terenie których ma powstać CPK, skierowali oficjalny apel do Ministerstwa Infrastruktury o wstrzymanie wszelkich prac nad lotniskiem.
W grudniu 2023 r. Donald Tusk zapowiedział, że decyzja o przyszłości CPK zapadnie w oparciu o opinie bezstronnych ekspertów. Pojawiły się też pierwsze szczegóły: inwestycja miała zostać poddana audytowi, jednak ogłoszono, że na pewno powstanie szybkie połączenie kolejowe między Warszawą, Wrocławiem, Poznaniem i Łodzią (tzw. Y).
W grudniu 2023 nowym pełnomocnikiem rządu ds. CPK został Maciej Lasek, sekretarz stanu w Ministerstwie Funduszy i Polityki Regionalnej, który 17 stycznia 2024 odwołał dotychczasowy skład Rady Nadzorczej Spółki i powołał jej nowy skład: przewodniczący Filip Czernicki, zastępca Andrzej Ilków, Adam Sanocki i Magdalena Jaworska-Maćkowiak. 19 stycznia nowa rada nadzorcza odwołała dwóch z trzech członków zarządu: prezesa Mikołaja Wilda i wiceprezesa Radosława Kantaka; Filip Czarnicki został powołany na pełniącego obowiązki prezesa na trzy miesiące. Jednocześnie rada nadzorcza zdecydowała o ogłoszeniu konkursu na członka zarządu.
20 stycznia 2024 rozpoczął się audyt zapowiadany wcześniej przez nowo utworzony rząd — inwestycję poddano badaniu Najwyższej Izby Kontroli; planowana kontrola potrwać miała rok i na jej podstawie Rząd miał podjąć decyzje o kolejnych krokach.
20 maja 2024 pracownicy spółki CPK złożyli uzupełniony wniosek o wydanie decyzji lokalizacyjnej dla inwestycji. Poprzedni wniosek został złożony za czasów poprzedniego zarządu jesienią 2023, jednak w lutym 2024 został on zwrócony przez wojewodę w celu uzupełnienia braków. Spółka CPK nie spełniła wymagań w ciągu przyznanych przez wojewodę 60 dni i poprosiła o dodatkowe wydłużenie czasu. Odpowiedni dokument został złożony w ostatnim możliwym do wykonania tego dniu.
26 czerwca 2024 prezes Rady Ministrów Donald Tusk ogłosił, że projekt Centralnego Portu Komunikacyjnego wymagał wielu zmian i urealnienia. Premier przedstawił kluczowe założenia dla rozwoju sieci komunikacyjnej w Polsce. Projekt zakłada trzy kluczowe elementy, które konieczne są do wykonania tzw. „trójskoku”. Po pierwsze rozbudowa sieci szybkiej kolei, aby każdy mógł szybko podróżować pomiędzy największymi miastami w Polsce. Po drugie rozwijanie regionalnych lotnisk, które są dostępne dla każdego. Ta część uwzględnia również budowę lotniska w Baranowie. Po trzecie rozwój Polskich Linii Lotniczych LOT. Wszystkie te elementy są ze sobą powiązane.